# María Dionisia Villarino Espinoza
María Dionisia Villarino Espinoza (Todos Santos Baja California Sur, 25 de junio de 1865-abril de 1957) conocida también como La Coronela y popularmente como doña Nicha por prestar servicios de inteligencia y astucia, luchadora social al estallar la Revolución, pronunciándose contra Victoriano Huerta, se unió a las filas del grupo maderista, comandados por el General Luis Hernández.

## Trayectoria
En 1913, participó en la lucha social asistiendo a los revolucionarios heridos, junto con otras mujeres que lograba información del enemigo y la comunicaba a los revolucionarios.
La Coronela, desafió el poder de Pedro Condés De la Torre, Comandante de la Plaza de Santa Rosalía, al llevar a su casa a Los mártires de la Casa Blanca, por lo que el Comandante De la Torre la envió a las mazmorras de la cárcel.
Al ser vencido el Comandante De la Torre, Villarino, fue liberada por órdenes del General Maytorena. Se fue a vivir a Santa Rosalía, en el municipio de Mulegé, regresando a sus actividades de partera y continuando con sus aportes sociales, organizando a las mujeres luchando por los derechos de las mujeres sudcalifornianas.